# 世界社會論壇
世界社會論壇（World Social Forum，WSF）又稱社會運動論壇世界峰會，是反全球化運動與另類全球化運動成員的年度聚會。成員們利用此聚會來聯合世界活動、分享與討論組織戰略及互相交換關於世界與自身議題的運動資訊。
將會議定在一月的原因是因為它的「資本主義敵人」─在瑞士達沃斯召開的世界經濟論壇也是在一月開會。這不是巧合。會議日期訂定的原因是很難在達沃斯組織一個民眾的抗議活動，而這樣的時間開會可以在新聞媒體上試著掩蓋世界經濟論壇的報導。
世界社會論壇已經鼓舞了許多區域性社會論壇的組織，包括歐洲社會論壇、亞洲社會論壇、地中海社會論壇、非洲社會論壇以及許多地方性或全國性的社會論壇，像是利物浦社會論壇與波士頓社會論壇等等。連第一次召開的美國社會論壇也在2007年6月於亞特蘭大舉行。而大多數的社會論壇皆奉行世界社會論壇訂立的《原則憲章》。

## 歷史
第一屆世界社會論壇於2001年1月25日至1月30日在巴西阿雷格里港舉行。該活動由在不同反全球化運動中的參與團體所合作舉辦，包括著名的法國社會運動團體「課徵金融交易稅以協助公民組織」。
而第一屆世界社會論壇有部分受到巴西勞工黨執政的阿雷格里港政府所資助。當地政府對這個城鎮施以一個實驗性的創新模式：結合代議政治體系與大眾公開集會的參與。12,000名來自世界各地的民眾參加了這個集會。同時，巴西也正面臨政治轉向的時代，勞工黨的總統候選人盧拉·達·席爾瓦在稍後贏得了選舉的勝利。
第二屆世界社會論壇於2002年1月31日至2月5日同樣於巴西阿雷格里港舉行，共有123個國家的12,000名官方代表，60,000名參與者，652個工作坊，以及27場演講。
第三屆世界社會論壇也於2003年1月在巴西阿雷格里港舉行。有許多平行工作坊，包括討論聚焦於非共產主義者，非資本主義者，以及在社會、政治、經濟等不同面向的參與可能性 的「資本主義後生活」（Life After Capitalism）工作坊。而其中一個著名的演講者是美國語言學家諾姆·喬姆斯基。
第四屆世界社會論壇於2004年1月16日到1月21日在印度孟買舉行。參與者人數預期達到75,000人而最後比預期超過數千人。文化多樣性是該論壇著名的面向。另一個注目的決定則是在自由軟體的立場。本屆論壇重要的演講者則是著名經濟學家約瑟夫·史迪格里茲。
第五屆世界社會論壇於2005年1月26日至1月31日在巴西阿雷格里港。有155,000人登記參與論壇，大多數來自於巴西、阿根廷、美國、烏拉圭與法國。一部分的參與者在論壇中發表了《阿雷格里港宣言》。
第六屆世界社會論壇在2006年1月於委內瑞拉卡拉卡斯和馬利巴馬科，以及2006年3月於巴基斯坦喀拉蚩多地以「多中心主義」的方式舉辦。巴基斯坦的論壇延後到3月是因為當地發生了克什米爾大地震。
第七屆世界社會論壇在2007年1月20日至1月25日於肯亞奈洛比舉行。有來自110個國家的66,000登記與會者與1,400參與的組織使得該論壇較過去數屆更為「全球化」。它被評論成「NGO的大拜拜」（an NGO fair） 且肯亞與南非的窮人運動對於部分以非洲窮人的名義參加論壇的NGO展開了強而有力的抗議行動。
第八屆世界社會論壇並未在同一個地方舉行，而是由全球上千個地方團體在世界各地舉行，舉行的時間在2008年1月26日前後幾天，本屆世界社會論壇也被稱為「Global Call for Action」。
第九屆世界社會論壇於2009年1月27日至2月1日在巴西的貝倫舉行，論壇場地位於亞馬遜雨林當中。

## 批評
由於只停留在一般非專業性且含糊不清的批判新自由主義與帝國主義，卻很少提供實踐的理念，世界社會論壇曾被社會主義者與共產主義者離席批評。另一方面，部分無政府主義者則批評世界社會論壇企圖嘗試在不同意見的團體中使用像共產國際那樣的中央極權立場。多數的世界社會論壇參與者會認為世界社會論壇並非是一個決策體，而是一個公開商議的空間。而一些盛傳的批評則是在另一個立場：團隊並未建立程序採納與論的陳述倡議。
世界社會論壇也容易遭受批評在於支持反全球化運動方面，論壇認為全球化與資本主義是最有效率達到全球性的貧困。而批評者認為論壇所反對的全球化與資本主義是不可避免的。世界社會論壇參與者則回覆，所謂的「全球化是不可避免的」是個意識形態的神話，因此，他們信仰一個口號：「另一個世界是可能的」。
在現今全球秩序下的右翼反對者批評世界社會論壇的多元性只是包含從社會民主主義至無政府主義等左派的運動觀點而已。
一些參加世界社會論壇的成員所舉辦的活動也會被批評，如在2001年世界社會論壇時，部分成員侵入孟山都企業的基因改造作物農場並且摧毀作物。

## 進階閱讀

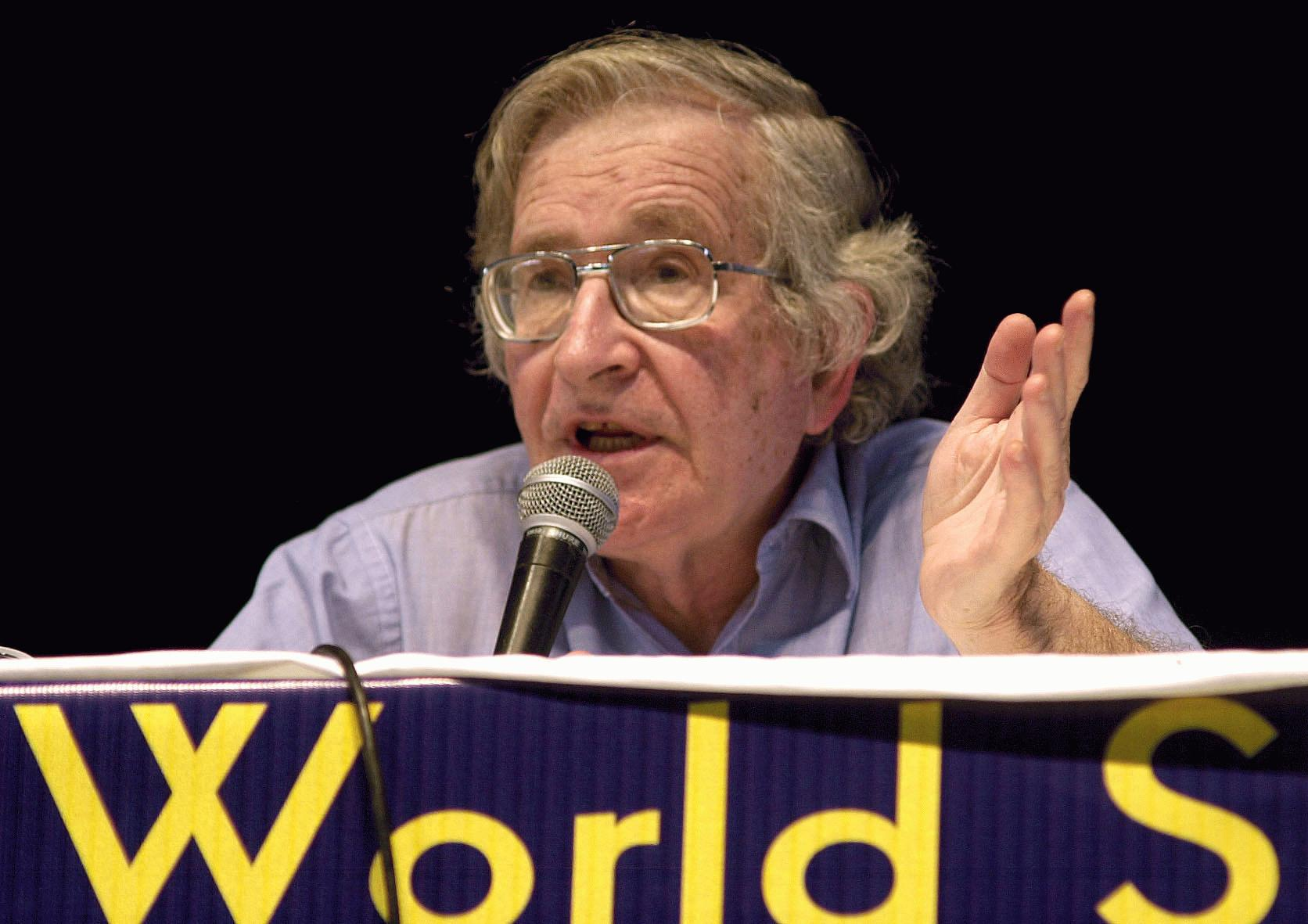
諾姆·喬姆斯基在2003年的世界社會論壇

- Jose Correa Leite (2005), The World Social Forum: Strategies of Resistance, Haymarket Books  ISBN 1-931859-15-9.
- Jackie Smith. (2004). The World Social Forum and the challenges of global democracy. Global Networks. 4(4):413-421.
- T. Teivainen. (2002). The World Social Forum and global democratisation: learning from Porto Alegre. Third World Quarterly. 23(4):621-632.
- William F. Fisher and Thomas Ponniah (2003). Another World is Possible: Popular Alternatives to Globalization at the World Social Forum ISBN 1-84277-329-1
- Boaventura de Sousa Santos (2005). O Fórum Social Mundial: manual de uso, Cortez Editora. ISBN 85-249-1106-9.

## 外部連結
- 世界社會論壇官方網站（页面存档备份，存于） （英文）